# Karel Konrád
Karel Konrád (1842. – 1894.), češki katolički svećenik, crkveni glazbenik, skladatelj, dirigent i glazbeni povjesničar, predstavnik panslavističke ideje na području glazbene teorije. Bavio se i bogoslovljem, himnologijom, etnografijom i etnomuzikologijom (aranžira slovačke narodne pjesme), a pisao je i putopise i književnu fikciju.